# 珍珠龙鱼
珍珠龙鱼（學名：Scleropages jardinii），又名喬氏硬骨舌魚，為輻鰭魚綱骨舌魚目骨舌魚科的其中一個種，分佈於澳大利亞北部和新幾內亞，喜食魚蝦及昆蟲，最大體長可達100公分。

## 分布

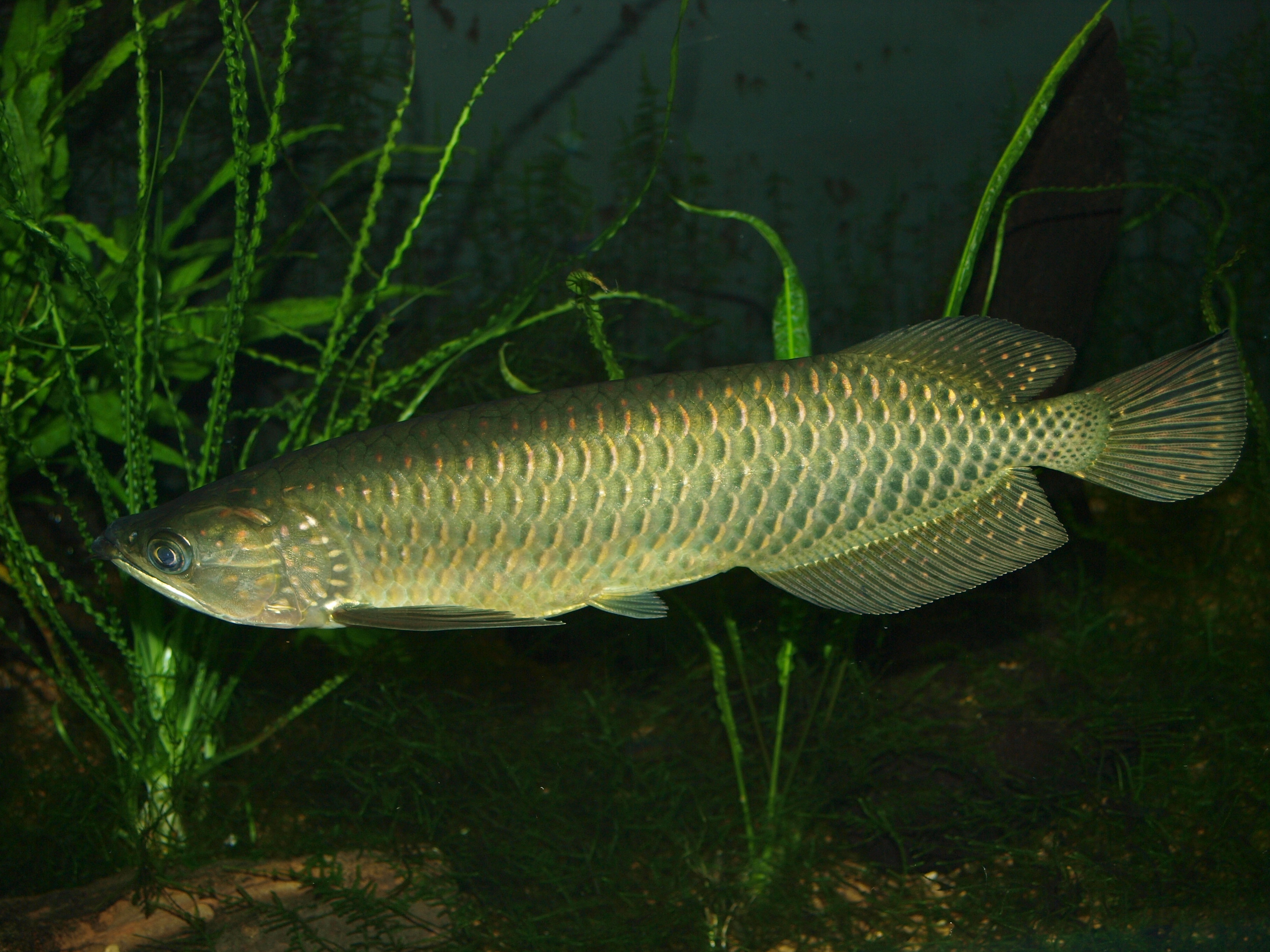
纽约水族馆里的亚成体

本魚分布於澳洲北部及新幾內亞南部的河流。

## 特徵
本魚體強健，暗灰色的體色因魚鱗後緣的金黃色而顯得光亮。在頭部和鰓蓋後也出現金黃色的斑紋。口上位，嘴上生有骨狀的舌頭 粉紅色 像一粒暗瘡，可以看見觸鬚。背鰭軟條20至24枚；臀鰭軟條28至32枚。體長可達100公分。

## 生態
本魚成魚棲息於溪流與沼澤等靜止的水域，好躍，屬獨居性, 領域性強，肉食性，主要以昆蟲、小魚、青蛙、甲殼類為食。

## 經濟利用
為高價值觀賞魚，一般幼魚價錢為200-400元港幣，是龍魚中較便宜的品種，無食用價值。